# Jean-Pierre Braine
Pour les articles homonymes, voir Braine.
Jean-Pierre Braine, né le 14 novembre 1938 à Wavignies et mort le 7 novembre 2009 à Beauvais, est un enseignant et homme politique français ayant exercé les fonctions de député de la 7e circonscription de l'Oise , député de la 3e circonscription de l'Oise, ainsi que maire de Saint-Just-en-Chaussée

## Biographie
Instituteur de profession, il devient conseiller municipal de Saint-Just-en-Chaussée en 1971 puis maire en 1977 jusqu'en 2001. Il est élu conseiller général du canton de Saint-Just-en-Chaussée, en 1973, battant ainsi le conseiller général sortant, Robert Hersant. Il le reste jusqu'en 2004, date à laquelle il est battu par Frans Desmedt (qui lui avait succédé au poste de maire). 
En 1981, il est élu député sur la 3e circonscription de l'Oise, puis sans discontinuer la 7e circonscription de l'Oise de 1988 à 2002. Lors des élections législatives de 2002, il se représente sans investiture, mais est battu dès le premier tour.

## Détail des fonctions et des mandats
Mandats locaux
- 1977 - 1983 : Maire de Saint-Just-en-Chaussée
- 1983 - 1989 : Maire de Saint-Just-en-Chaussée
- 1989 - 1995 : Maire de Saint-Just-en-Chaussée
- 1995 - 2001 : Maire de Saint-Just-en-Chaussée
- 1973 - 1979 : Conseiller général du canton de Saint-Just-en-Chaussée
- 1979 - 1985 : Conseiller général du canton de Saint-Just-en-Chaussée
- 1985 - 1992 : Conseiller général du canton de Saint-Just-en-Chaussée
- 1992 - 1998 : Conseiller général du canton de Saint-Just-en-Chaussée
- 1998 - 2004 : Conseiller général du canton de Saint-Just-en-Chaussée

Mandats parlementaires
- 21 juin 1981 - 1er avril 1986 : Député de la 3e circonscription de l'Oise
- 12 juin 1988 - 1er avril 1993 : Député de la 7e circonscription de l'Oise
- 28 mars 1993 - 21 avril 1997 : Député de la 7e circonscription de l'Oise
- 1er juin 1997 - 18 juin 2002 : Député de la 7e circonscription de l'Oise